# 博浪沙行刺事件
博浪沙行刺事件是秦代的一個暗杀事件，由张良所策劃，意图行刺到地方巡行的秦始皇，发生于陽武博浪沙（今河南省新鄉市原陽縣）。

## 过程
秦始皇二十九年（前218年）出巡，隨行車隊途經博浪沙时突然遭到一個一百二十斤（約30公斤）重的大鐵椎飞来撞擊，但大铁椎誤中了秦始皇車隊的其他馬車上，行刺失敗。秦始皇為此大肆搜索十日，追捕甚急，但并未抓住主谋。

## 主谋
主謀張良曾是韩国贵族，祖先五代仕韓为相，秦灭韩后出于亡国之恨打算報仇。當時關中地區盛傳皇帝會死在一個地名沙或丘的地方，张良打得訊息秦始皇在東巡途中會經過博浪沙之地，就幾乎散盡家財招募死士，在博浪沙刺杀秦始皇，後來用万金家财招募到一個大力士，以大鐵椎抛击秦始皇的車駕，但誤中副車行刺失败。
行刺失败后，张良改名换姓逃到下邳躲藏起来，並遇見黃石公习得兵法。至于刺秦力士是否逃脱，没有任何史料记载。

## 相關詩歌
1. 李白《經下邳圯橋懷張子房》
子房未虎嘯，破產不為家。
滄海得壯士，椎秦博浪沙。
報韓雖不成，天地皆振動。
潛匿游下邳，豈曰非智勇？
我來圯橋上，懷古欽英風。
唯見碧流水，曾無黃石公。
嘆息此人去，蕭條徐泗空。
2. 陈孚《博浪沙》
一擊車中膽氣豪，
祖龍社稷已驚搖；
如何十二金人外，
猶有人間鐵未銷？